# Заборув (Пйотрковський повіт)
Заборув (пол. Zaborów) — село в Польщі, у гміні Ґрабиця Пйотрковського повіту Лодзинського воєводства.
Населення — 121 особа (2011).
У 1975-1998 роках село належало до Пйотрковського воєводства.

## Демографія
Демографічна структура станом на 31 березня 2011 року:
|          | Загалом | Допрацездатний вік | Працездатний вік | Постпрацездатний вік |
| -------- | ------- | ------------------ | ---------------- | -------------------- |
| Чоловіки | 60      | 7                  | 45               | 8                    |
| Жінки    | 61      | 13                 | 32               | 16                   |
| Разом    | 121     | 20                 | 77               | 24                   |